# Санеевка
Санеевка — деревня в Атяшевском районе Мордовии. Входит в состав Козловского сельского поселения.

## История
В «Списке населённых мест Симбирской губернии за 1863» Санеевка удельная деревня из 29 дворов в Ардатовском уезде.

## Население
| 2002 | 2010 |
| ---- | ---- |
| 71   | ↘43  |

Национальный состав
Согласно результатам Всероссийской переписи населения 2002 года, в национальной структуре населения мордва-эрзя составляли 99 %.